# Đệ nhị Cộng hòa Hungary
Đệ nhị Cộng hòa Hungary (tiếng Hungary: Magyar Köztársaság) là một nước cộng hòa nghị viện được thành lập một thời gian ngắn sau khi Vương quốc Hungary bị phá hủy vào ngày 1 tháng 2 năm 1946 và tự giải thể vào ngày 20 tháng 8 năm 1949.